# أريغارون أيلي
أريغارون أيلي (الاسم العلمي: Erigeron cervinus) هو نوع من النباتات يتبع جنس الأريغارون من الفصيلة النجمية.